# Міністерство внутрішніх справ Фінляндії
Міністерство внутрішніх справ (фін. sisäministeriö, швед. inrikesministeriet) — одне з дванадцяти міністерств уряду Фінляндії, яке відповідає за питання, пов'язані з внутрішньою безпекою, такі як боротьба з тероризмом, поліція, пожежно-рятувальні служби та прикордонний контроль, а також питання міграції . Міністерство очолює міністр внутрішніх справ Марія Огісало з Зеленої ліги.
Бюджет Міністерства внутрішніх справ на 2018 рік становить 1 463 996 000 євро. У міністерстві працює 190 чоловік.